# Bürglischloss
Das Bürglischloss, auch Burg Gailingen oder Bürgli Schloss genannt, ist die Ruine einer Spornburg auf einem nach Süden vorspringenden 565 m ü. NN hohen Sporn des Rauhenbergs etwa 1000 Meter nördlich der Gemeinde Gailingen am Hochrhein im Landkreis Konstanz in Baden-Württemberg. Die Winterstürme 1999/2000 und der dadurch bedingte Windbruch haben das Baudenkmal als archäologisches Denkmal wieder sichtbar gemacht.

## Geschichte

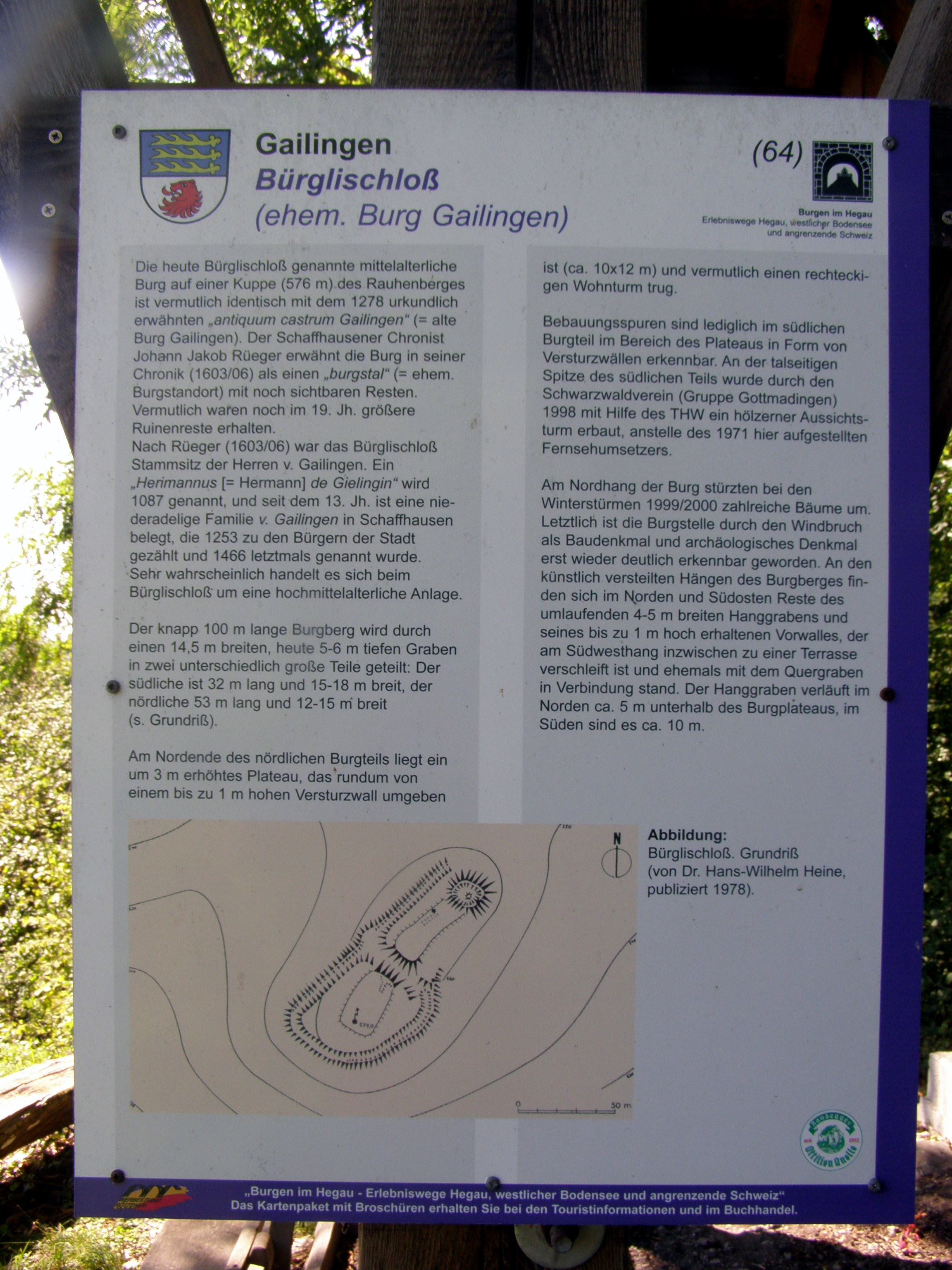
Informationstafel zur Burgstelle

Die Burg wurde, dem Chronisten des 17. Jahrhunderts Johann Jacob Rüeger zufolge, vor 1278 von den Herren von Gailingen als ihr Stammsitz erbaut und wird mit dem in diesem Jahr erwähnten antiqum castrum Gailingen (=alte Burg Gailingen) gleichgesetzt. In seiner Rüegerschen Chronik bezeichnete er die Burg schon 1606 als einen burgstal mit noch sichtbaren Resten.
Die Adelsfamilie taucht 1087 mit Herimannuns de Gielingin erstmals in den Urkunden auf. 1253 ist dann eine niederadlige Familie gleichen Namens in Schaffhausen belegt. 1466 werden die Herren von Gailingen letztmalig erwähnt.
Von der ehemaligen Burganlage ist noch markant der etwa 100 m lange, Nordost auf Südsüdwest ausgerichtete, zweiteilige Burghügel und der das Areal teilende 14,5 m breite und 5 bis 6 m tiefe Halsgraben erhalten. 
Der nördliche Bugteil ist etwa 55 m lang und zwischen 12 und 15 m breit; der südliche Teil etwa 35 m lang und zwischen 15 und 18 m breit.
Auf dem 1200 Quadratmeter großen Areal befindet sich seit 1998 ein durch den Schwarzwaldverein (Gruppe Gottmadingen) mit Unterstützung des THW errichteter Aussichtsturm. Er ersetzte einen seit 1971 dort stehenden Fernsehumsetzer. Bei guter Fernsicht sieht man von Vorarlberg bis zu den Berner Alpen. 

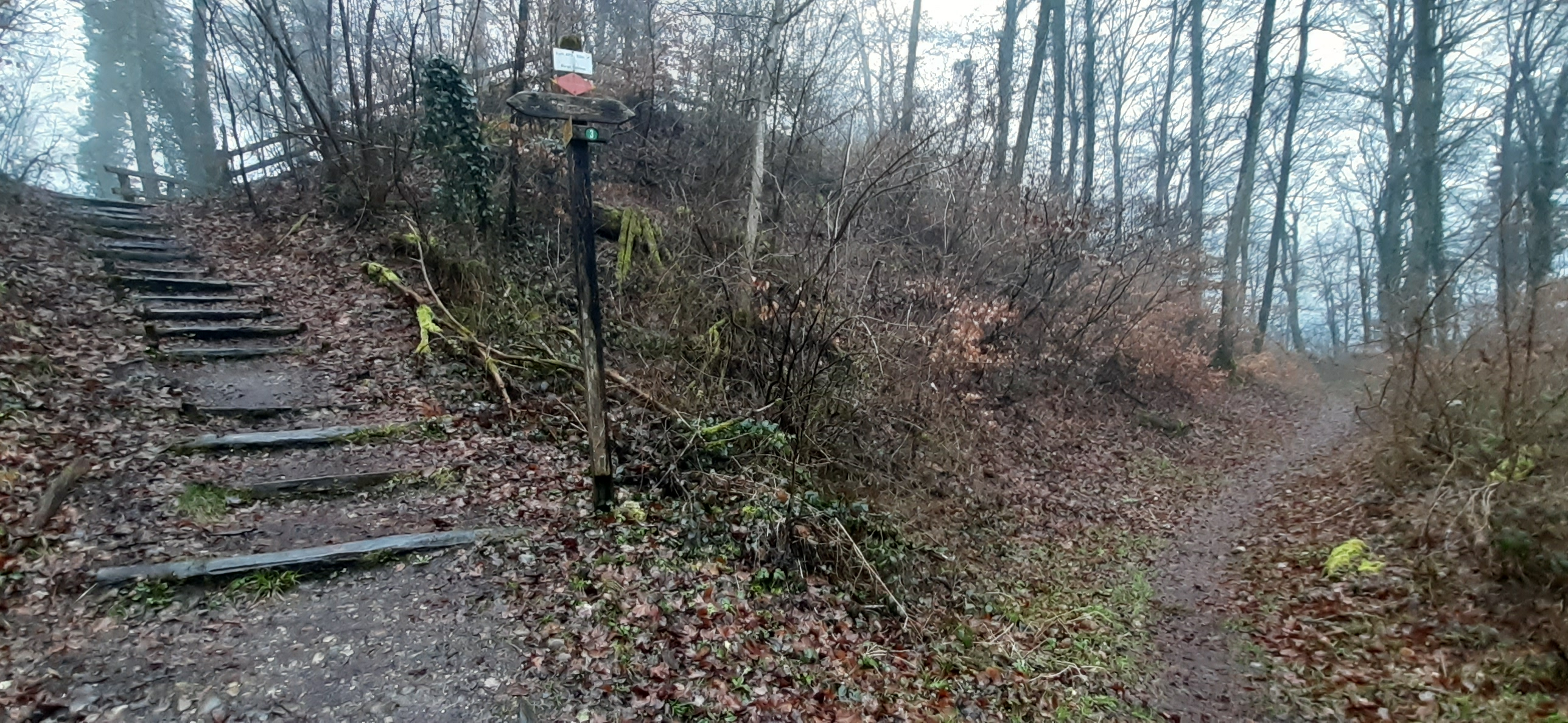
Aufgang zum Halsgraben, südlicher Teil der Burgstelle, Weg im Ringgraben
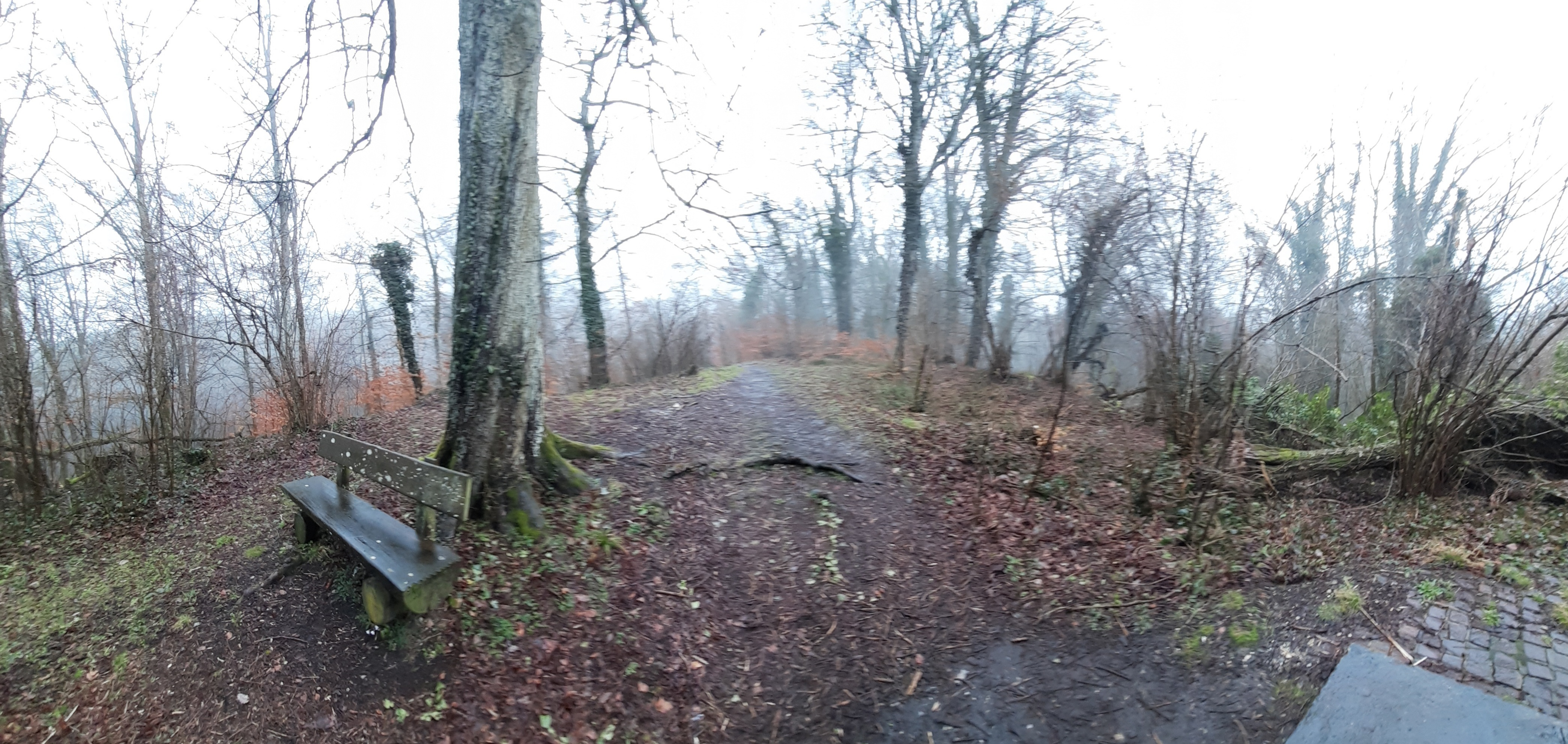
Der südliche Teil der Burgstelle (Blick Ri. Norden)
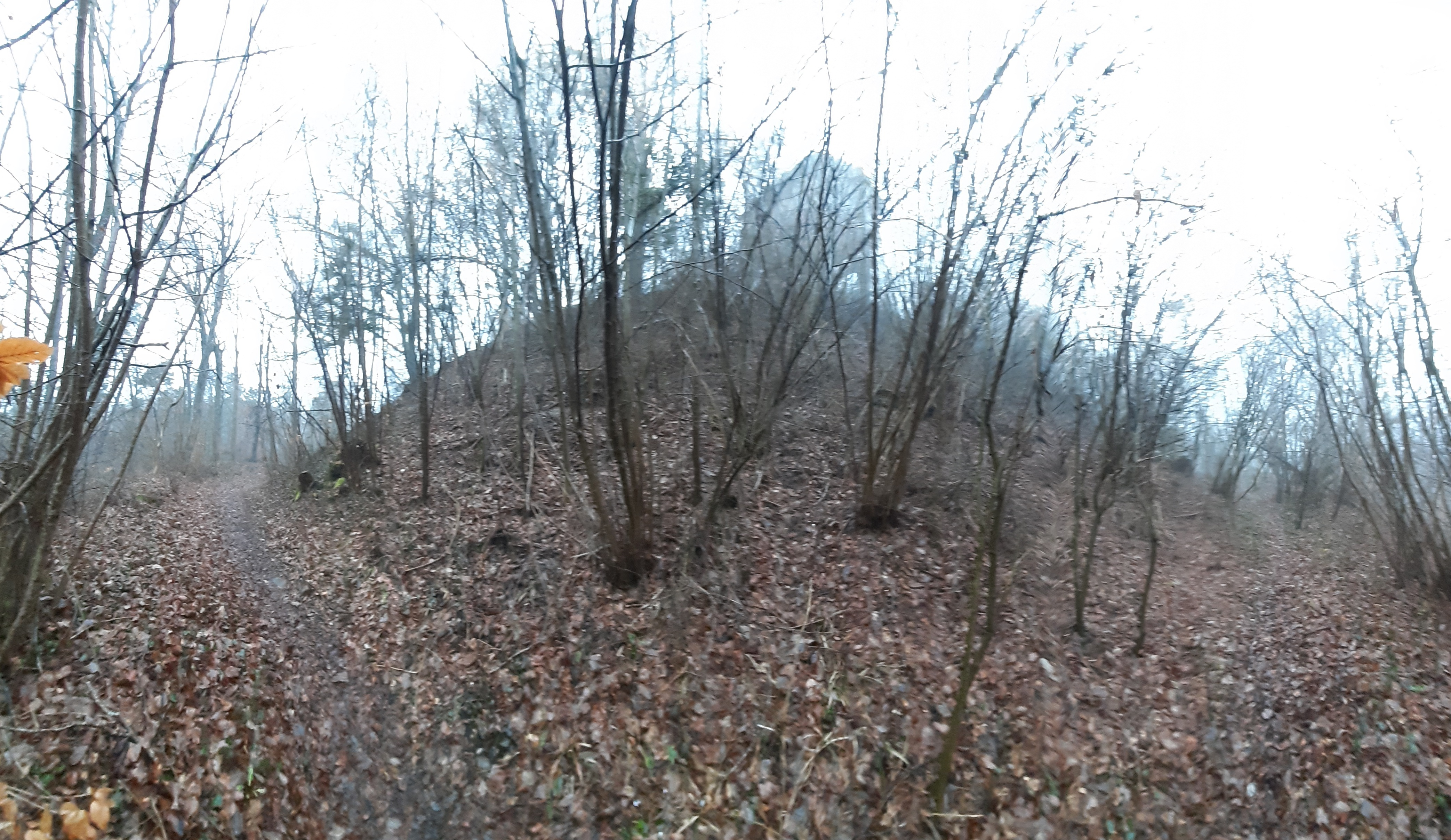
Das südliche Ende des Burgstalls zum Hochrhein hin
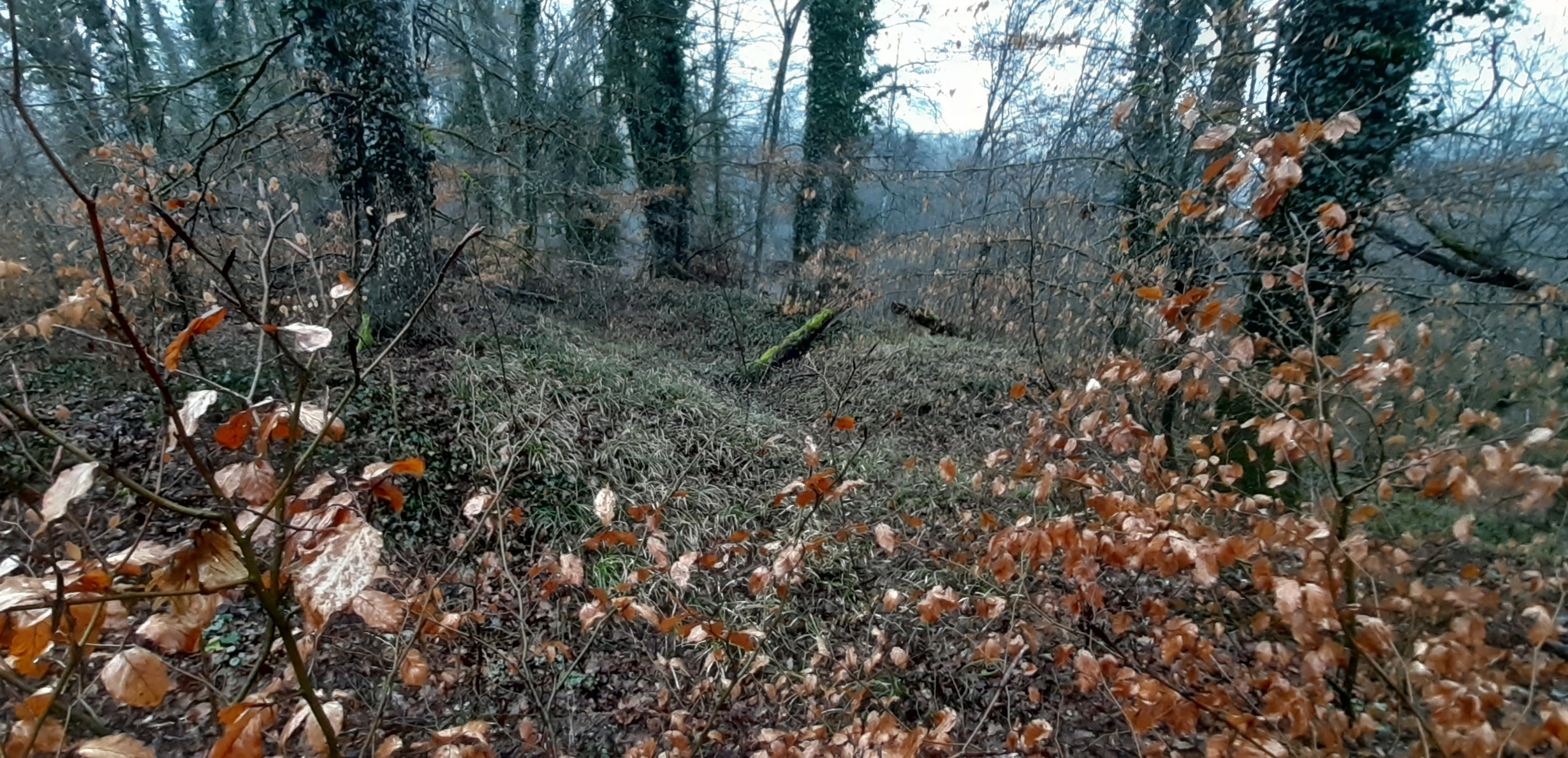
Grundmauerreste von Gebäuden im Osten des südlichen Teils der Burgstelle
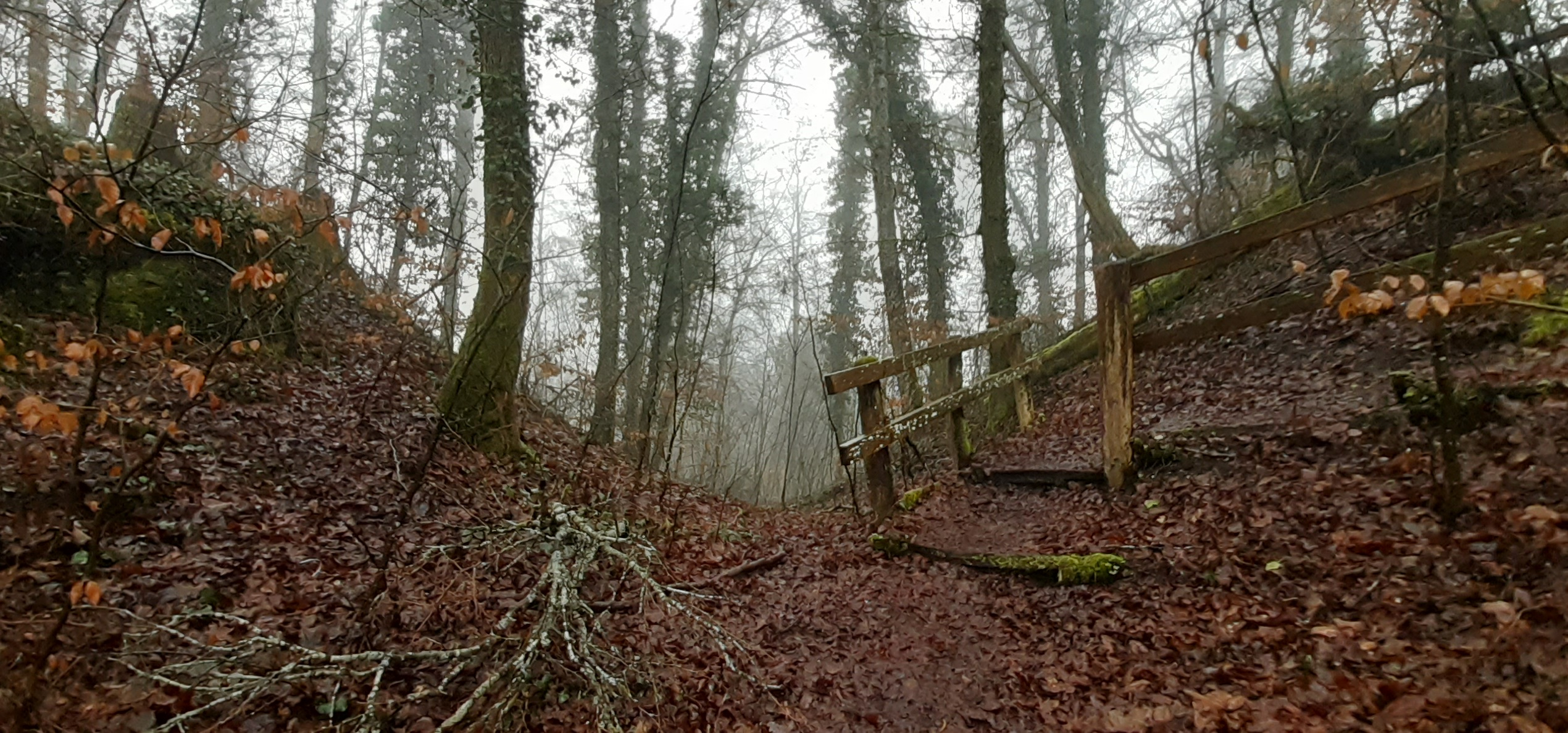
Der die Burgstelle teilende Halsgraben
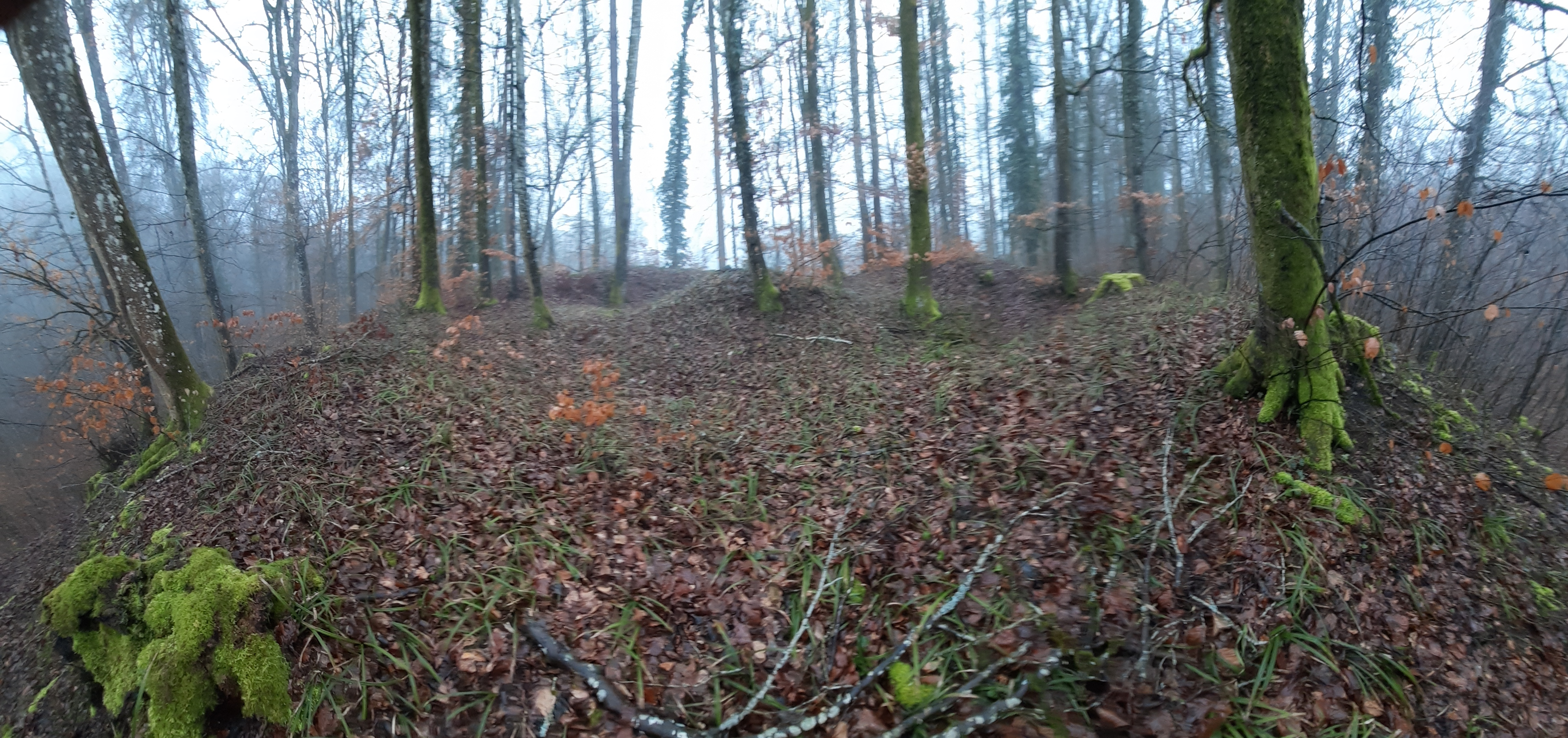
Das obere Ende des nördlichen Teils der Burgstelle mit verm. Turmrest

## Beschreibung der Anlage

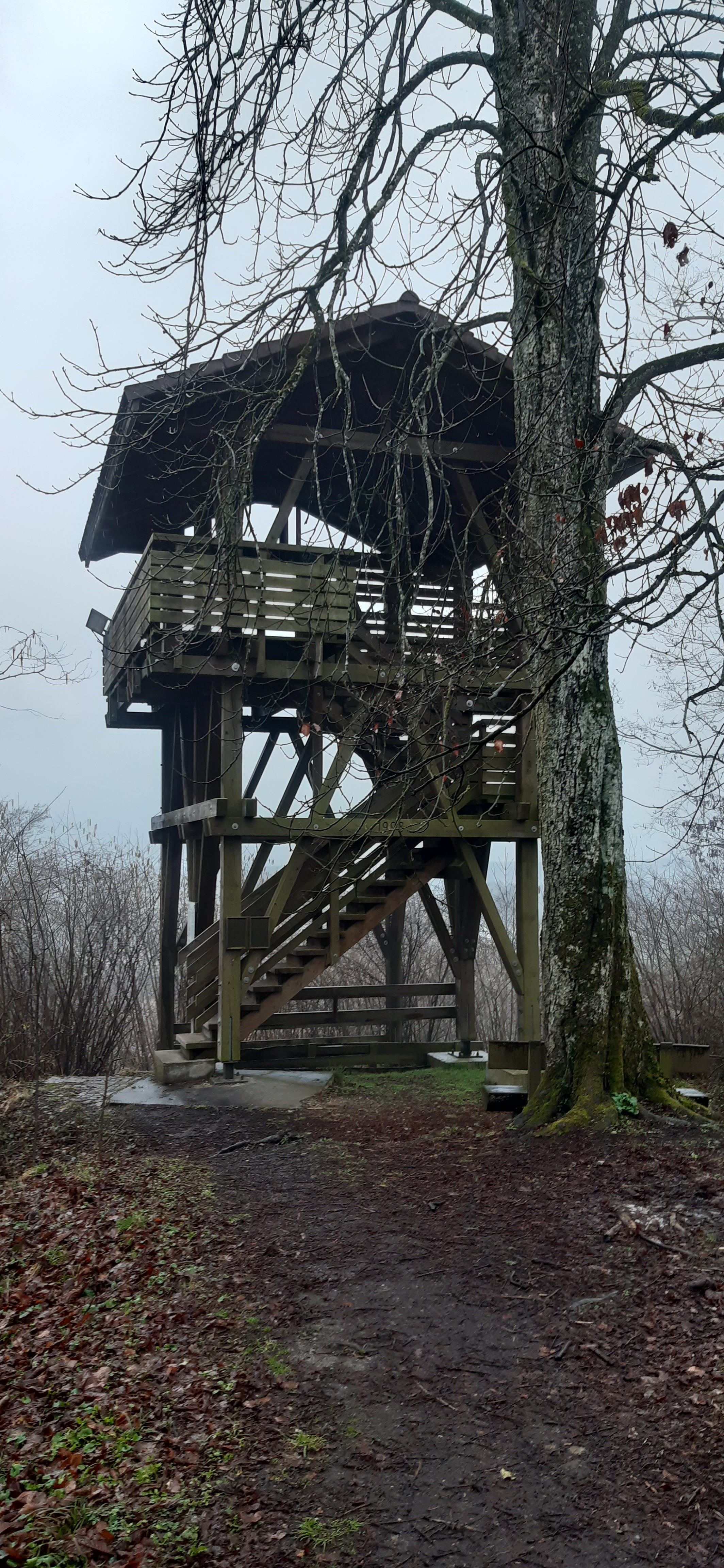
Aussichtsturm (erbaut 1998) auf dem südlichen Burgteil mit Blick in die Hochrheinebene

Der Burgstall der einstigen Burganlage lässt noch gut die Zweiteilung der Anlage erkennen, die man beim Aufstieg zur Burgstelle besonders gut erkennt, da dieser über den teilenden Halsgraben verläuft. Über einen Weg kann man zu 2/3 auch die Burg durch den einstigen, bis zu 5 m breiten Ringgraben, der die Burganlage umgab, erwandern. In Norden etwa 5 m unterhalb des Burgplateaus, im Süden liegt der Burggraben etwa 10 m unterhalb. Reste eines noch bis zu 1 m hohen äußeren Vorwalles sind noch zu erkennen. Ruinenreste sollen wohl im 19. Jahrhundert noch vorhanden gewesen sein.
Am südlichen Ende des südlichen Burgteiles befindet sich ein 1998 erbauter zweigeschossiger Aussichtsturm aus Holz mit schönem Blick zur Hochrheinebene und über den Ort Gailingen. Im Osten des südlichen Burgteiles liegt langgestreckt eine rechteckige Vertiefung, die auf Gebäudereste (Palas?) hinweist.
Vom Halsgraben aus lässt sich der nördliche Teil nur weglos erkunden. Direkt am Halsgraben liegt eine Versturzstelle der einstigen Burgmauer. Die nördliche Burgstelle selbst ist wiederum zweigeteilt. Das Plateau wird mittig durch einen nahezu verschliffenen Halsgraben weiter geteilt, dem sich ein etwa 1 bis 3 m höher gelegenes Plateau nach Nordosten anschließt, auf dem sich mittig der vermutliche Rest einer Turmstelle befindet (etwa 1 m hoher Zentralhügel und umgebende etwa 10 bis 12 m große Versturzstelle). Nur undeutlich ist auf der dem Berg zugewandten Seite im Nordosten ein schmaler quer laufender Wallbereich zu erkennen, der wahrscheinlich der einstige Zwinger als weiteres Annäherungshindernis darstellte.
Der einfachste Zugang zum Bodendenkmal ist vom Parkplatz des Neurologischen Fach- und Rehabilitationskrankenhauses im Osten.

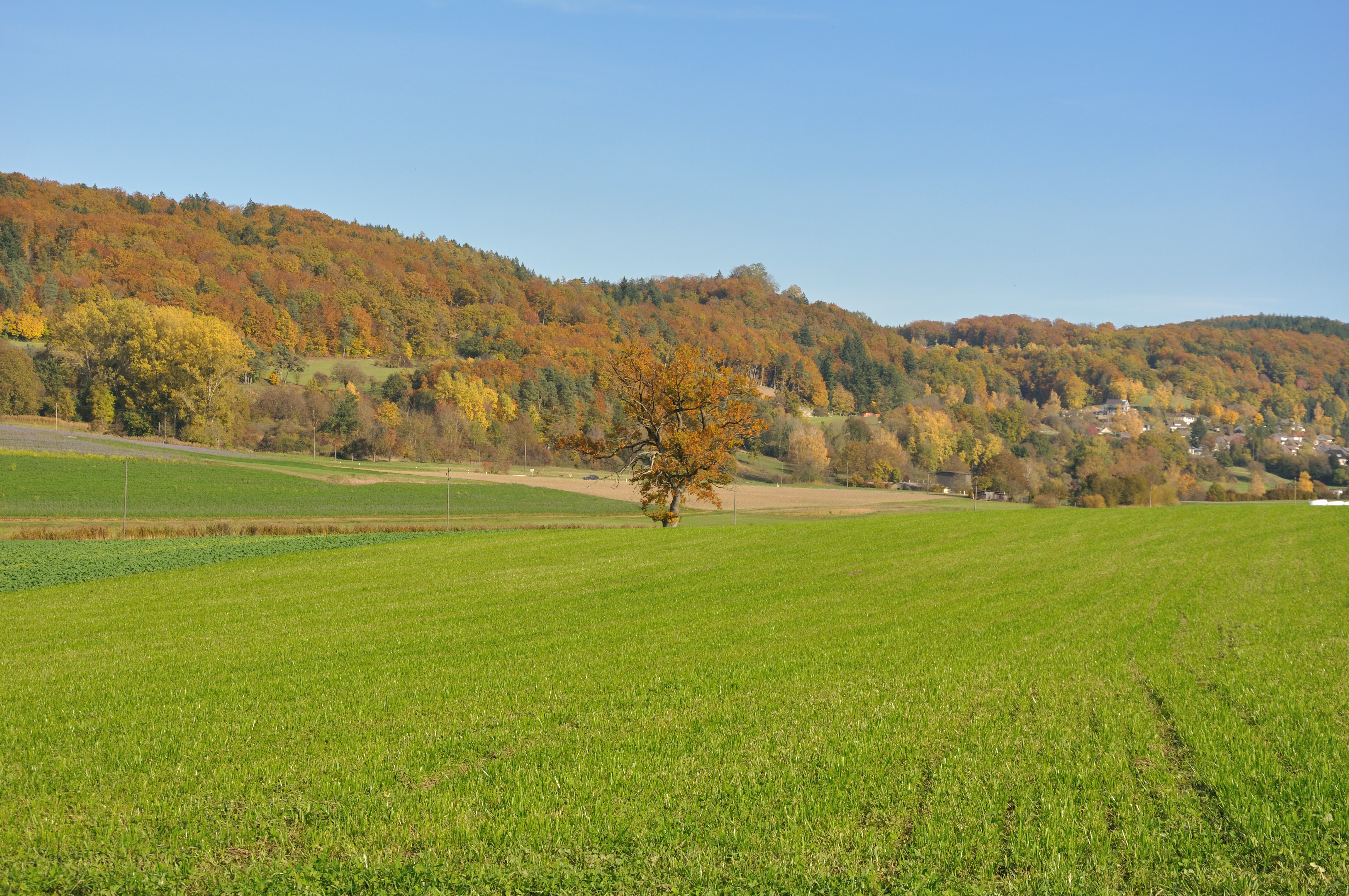
Blick auf Bürglischloss aus Dörflingen
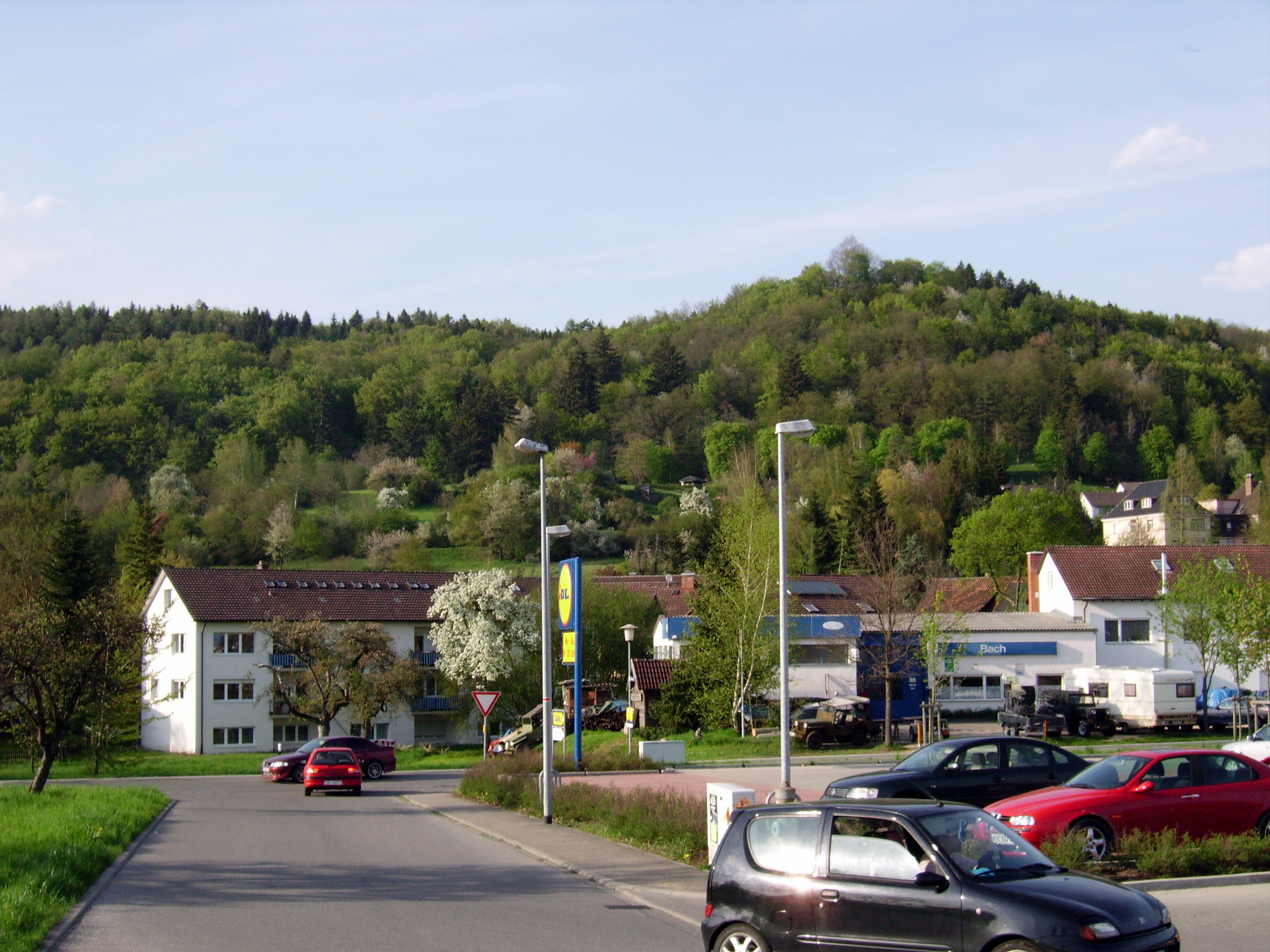
Blick auf Bürglischloss aus Gailingen
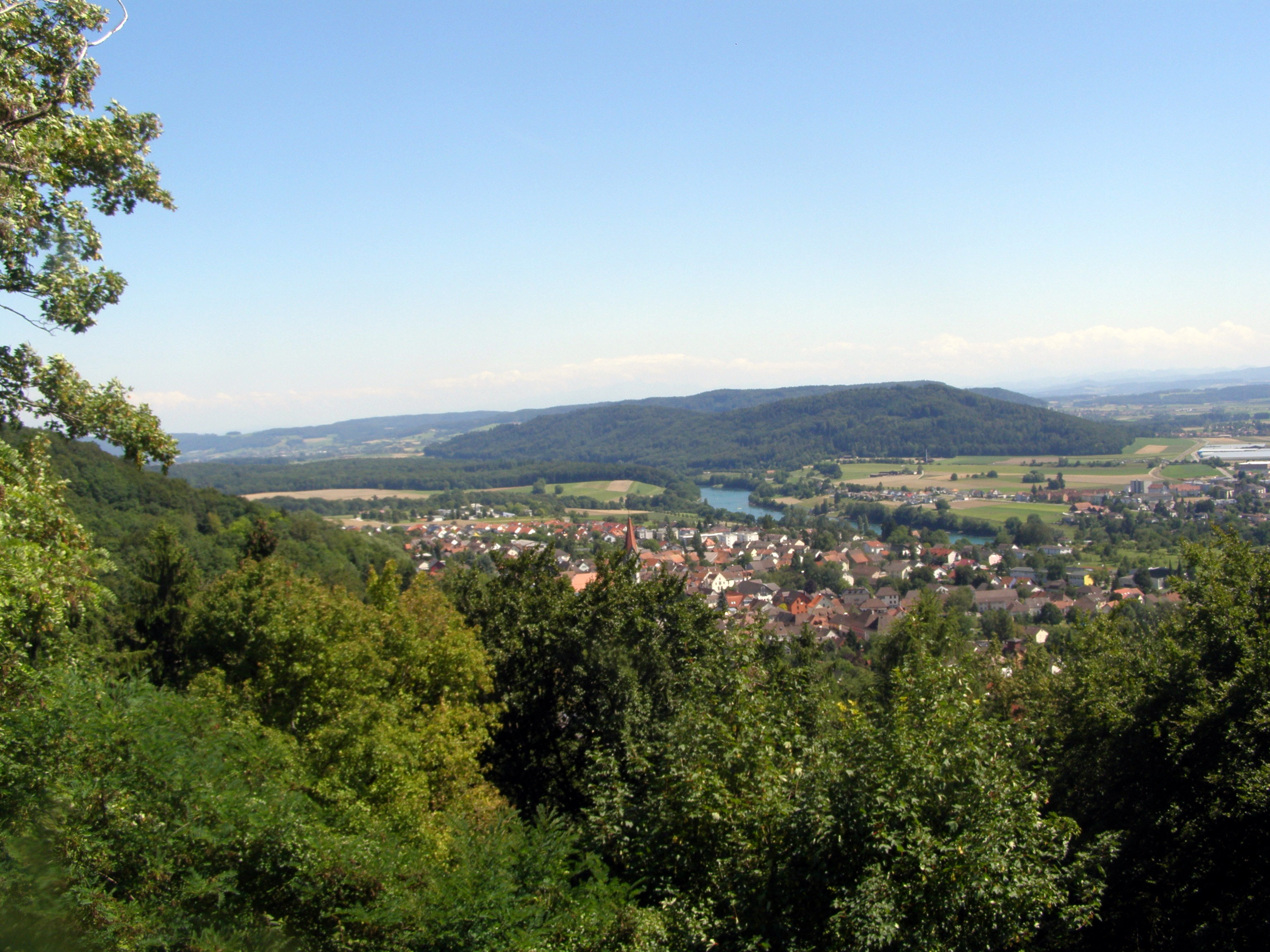
Ausblick in Richtung Gailingen
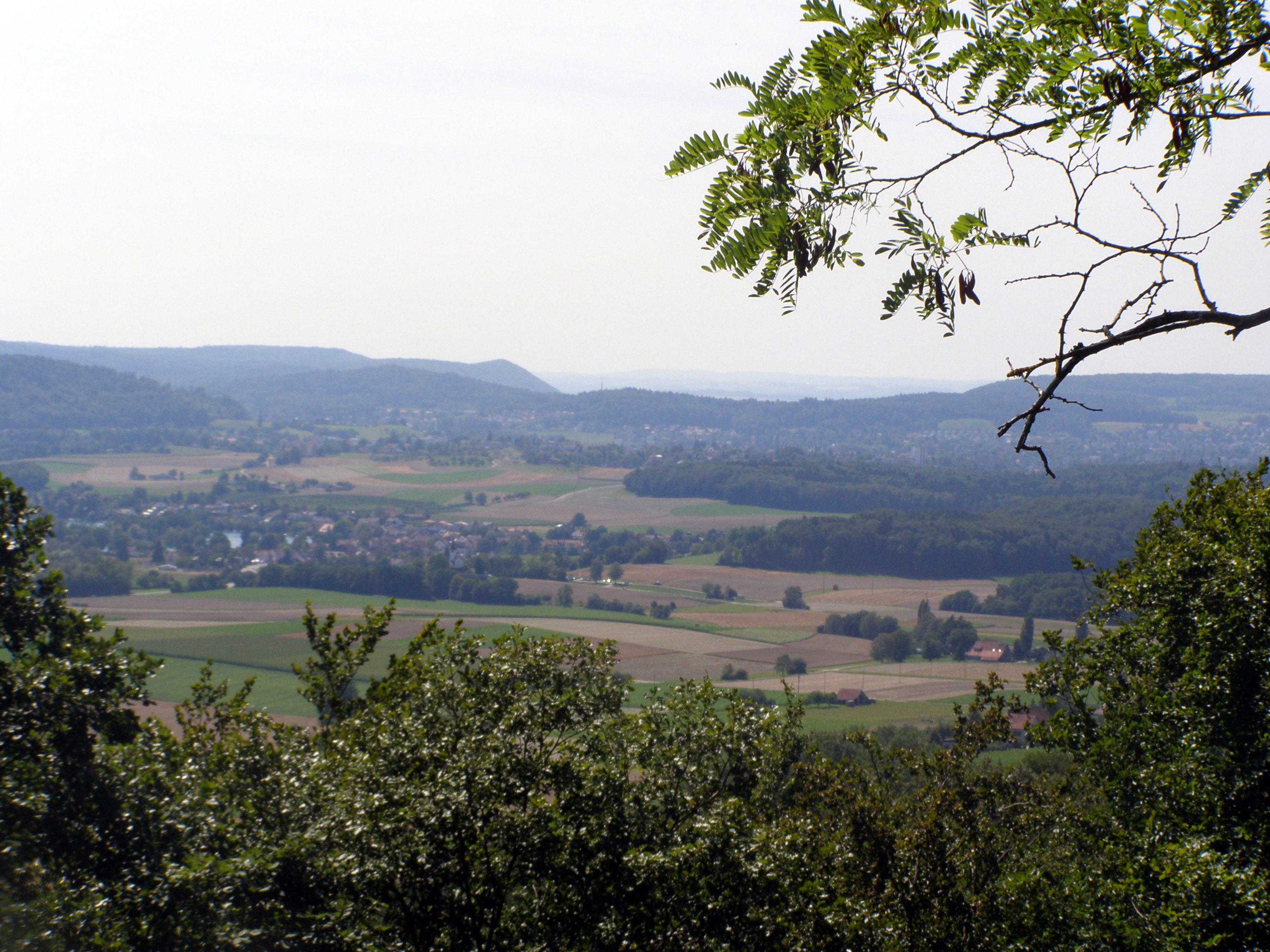
Ausblick in Richtung Schaffhausen

## Bürgli-Glocke
Die sogenannte Bürgli-Glocke ist fast 1.000 Jahre alt und damit die älteste Kirchenglocke in ganz Baden-Württemberg. Das ergab die Expertise des international anerkannten Karlsruher Glockenexperten Kurt Kramer in Zusammenarbeit mit dem Landesdenkmalamt. Die Glocke wurde 1998 zufällig entdeckt, als bei Gailingen ein Loch für die Verankerung einer Sitzbank ausgehoben wurde. Ihr Alter sei damals anders eingeschätzt, ihre Bedeutung nicht erkannt worden, so Kramer. Die Glocke ist aus Bronze, 125 Millimeter breit, 157 Millimeter hoch. Gegossen wurde sie Kramers Expertise zufolge um das Jahr 1050. Bauform, Verzierungen und die Kupfer-Zinn-Legierung sprächen dafür.
An der neuen Datierung waren Archäologen und Restaurierungsspezialisten beteiligt, unter anderem wurde eine Materialanalyse gemacht. Man geht davon aus, dass die Glocke im Kloster Reichenau gefertigt wurde und im 11. Jahrhundert in einer Kapelle am Dorfrand von Gailingen geläutet habe. Sie könnte aber auch als Glocke aus einer Burgkapelle der Burg stammen, dann müsste auch das Alter der Burg neu datiert werden. Ihren Namen erhielt die Glocke, da sie in der Nähe des Burgstalles gefunden wurde.